# Анне Вєскі
Анне Тинісівна Вєскі (ест. Anne Veski; до шлюбу Ваарманн ест. Vaarmann; нар. 27 лютого 1956, Рапла, Естонська РСР, СРСР) — радянська та естонська співачка, Заслужена артистка Естонської РСР (1984).

## Походження та навчання
Народилася 27 лютого 1956 р. в естонському містечку Рапла в родині Ільмара-Тиніса Ваарманна (ест. Ilmar-Tõnis Vaarmann; 1927—2005) та Еллен Ваарманн (ест. Ellen Vaarmann), 1930—1988; до шлюбу Таммессон (ест. Tammesson).
Там же вона закінчила музичну школу, після якої вступила до Таллінського політехнічного інституту.
Після закінчення навчання працювала на заводі і була прийнята на роботу в естрадну студію при Філармонії, де стала виступати з ансамблем «Мобіле».
Перша естрадна композиція (1980) — «Королева рожевого саду».

## Естрадні виступи
У 1979—1981 роках співала у складі групи «Вітамін», а в 1982—1983 роках виступала з ансамблем «Мюзік Сейф». В кінці 1983 року вона увійшла до складу ансамблю «Немо».
У 1984 році на Міжнародному музичному фестивалі в Сопоті отримала дві премії: за пісню Позаду крутий поворот і за найкраще виконання польської пісні Полька. У 1986 році вперше виходить у фінал радянського телефестивалю «Пісня року».
Виконавиця пісень «Позаду крутий поворот», «Візьми мене з собою», «Радіти життю», «Милий, гаряче улюблений», «Міжсезоння», «Продлись, щастя» (музика Валерія Севастьянова, слова Олексія Ріміціана), «Ні про що не шкодуйте» (А. Исааков — А. Дементьєв) «Ангели тут більше не живуть», «А він мені подобається», «Листя жовті над містом кружляють», «Самба з Марадоною», «Свято снігопаду», «Пробач за любов», «Не винувата я», «Листя минулого літа».
На початку 1990-х років спільно з Володимиром Довганем організувала пошиття одягу з хутра в Естонії для продажу в Талліні та Москві.

## Родина
У 1977—1981 роках була одружена з Яаком Вєскі (ест. Jaak Veski; 1956—1994), автором слів багатьох популярних естонських пісень. В шлюбі народила доньку Керлі Вєскі (ест. Kerli Veski), дипломатку, у 2004—2007 роках — консулку Естонської Республіки в Москві.
Брат — естонський клавішник Маті Ваарманн (ест. Mati Vaarmann; рід. 1952), колишній керівник ансамблю «Мюзік Сейф» (Music Safe), учасник гуртів Mobile та Omega.
Одружена з Бенно Бєльчіковим (ест. Benno Beltšikov), який є її адміністратором. Після укладення шлюбу протягом півроку носила прізвище Бєльчікова.
Свекор — Рафаїл Бєльчіков (ест. Rafail Beltšikov; 1917—2015), естонський сценарист документального кіно та автор кількох документальних книг; габбай Таллінської синагоги.

## Визнання та нагороди
- Перша премія в основному конкурсі і перша премія за краще виконання польської пісні на міжнародному конкурсі естрадної пісні в Сопоті (1984)[8]
- Заслужена артистка Естонської РСР (1984)
- Орден Михайла Ломоносова за заслуги в сфері культури і мистецтва Академії проблем безпеки, оборони і правопорядку (2007)[9]
- Орден Дружби (1 вересня 2011 року) — за великий внесок у зміцнення російсько-естонських культурних зв'язків, збереження і популяризації російської культури в Естонській Республіці[10].

## Дискографія
- «Kallis, kuula» 2013
- «Ingleid ei…» 2009
- «АННЕ ВЕСКИ. Я НЕ ТАКАЯ» © 2007, «Моноліт»
- «АННЕ ВЕСКИ. РАДОВАТЬСЯ ЖИЗНИ» «ИМЕНА НА ВСЕ ВРЕМЕНА» © 2007, «Моноліт»
- DVD «ANNE VESKI. ROOSIAIA KUNINGANNA» © 2006, ESTTV (Естонське телебачення)
- DVD «Анне Вески. Ни о чём не жалейте» © 2006, «Квадро-диск»
- «ANNE VESKI. 60 parimat laulu — EESTI KULLAFOND — 3 platinum CD» © 2006, «Hitivabrik»
- «Ни о чём не жалейте» © 2004, Фірма грамзапису «Нікітін»
- Анне Вески, Имена на все времена, © 2003, Містерія звуку
- «Lootus», © 2003 «AN&BEN»
- Не грусти, человек, © 2002, J.R.C.
- Не грусти, человек, © 2002, Records 2000, Estonian Artist Agency
- Анне Вески, Звезды советской эстрады, © 2001, «Перше музикальне видавництво»
- Grand Collection, © 2001 КВАДРО ДИСК
- Armukarneval, Records 2000
- Star Collection, © 2000 J.S.P. Records / гурт ДЖЕМ
- «Туннель под Ла-Маншем», © 1996, «Союз»
- Калейдоскоп, © 1994 Anima Vox Co.
- «Поет Анне Вески», © 1985, Талліннський Завод музикальних касет
- «Анне Вески», © 1994, Німеччина
- «Я вас благодарю», Анне Вески и ансамбль «Немо», © Мелодія, 1988
- «Поет Анне Вески», © Мелодія, 1986
- «Sind aeda viia tõotan ma! (LP)», © Мелодія, 1985
- «Я обещаю вам сады», © Мелодія,
- «Позади крутой поворот», © Мелодія, 1984
- «Поет Анне Вески», © Мелодія, 1984
- «Поет Анне Вески», © Мелодія,
- «Анне Вески и Мюзик-Сейф», © Мелодія, 1983
- «Anne Veski», © Мелодія, 1983

## Фільмографія
- 1982 — Шлягер цього літа
- 1983 — Золото осені
- 1986 — Мікко з Тампере просить поради
- 2003 — Герой її роману
- 2005 — Приречена стати зіркою — камео